# Observatorio de Štefánik
El observatorio de Štefánik (en checo: Štefánikova hvězdárna) es un observatorio astronómico en  la colina de Petřín en el centro de Praga. Fue fundado en 1928 y su nombre es en reconocimiento del astrónomo eslovaco Milan Rastislav Štefánik. En 1976 fue sometido a una importante reconstrucción dotándolo del aspecto actual. Hoy en día el observatorio forma parte del Observatorio y Planetario de Praga, y se ocupa fundamentalmente de tareas de divulgación de la astronomía y de las ciencias naturales relacionadas.

## Instrumentación
El telescopio principal del observatorio es un telescopio refractor doble construido por Carl Zeiss en 1908, que fue propiedad del selenógrafo Rudolf König y que fue comprado e instalado en la cúpula principal en 1928. En la cúpula occidental hay un telescopio Maksutov-Cassegrain instalado  en 1976. Por último, la cúpula oriental del observatorio se usa sólo para observaciones científicas y desde 1999 está equipada con un telescopio de 40 cm de la marca Meade.

## Galería de imágenes

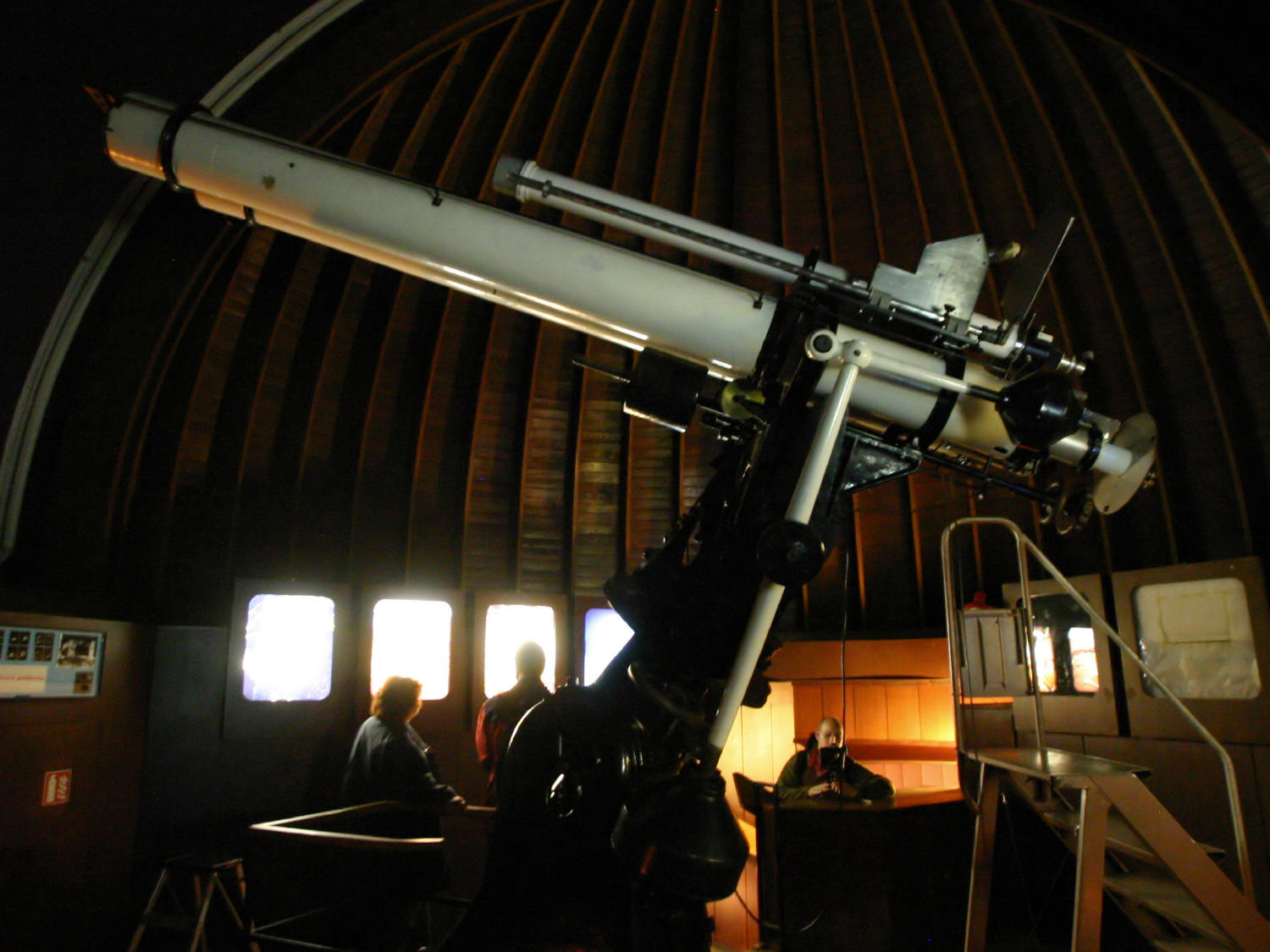
Instrumento principal del observatorio, un refractor doble construido por Zeiss en 1908.
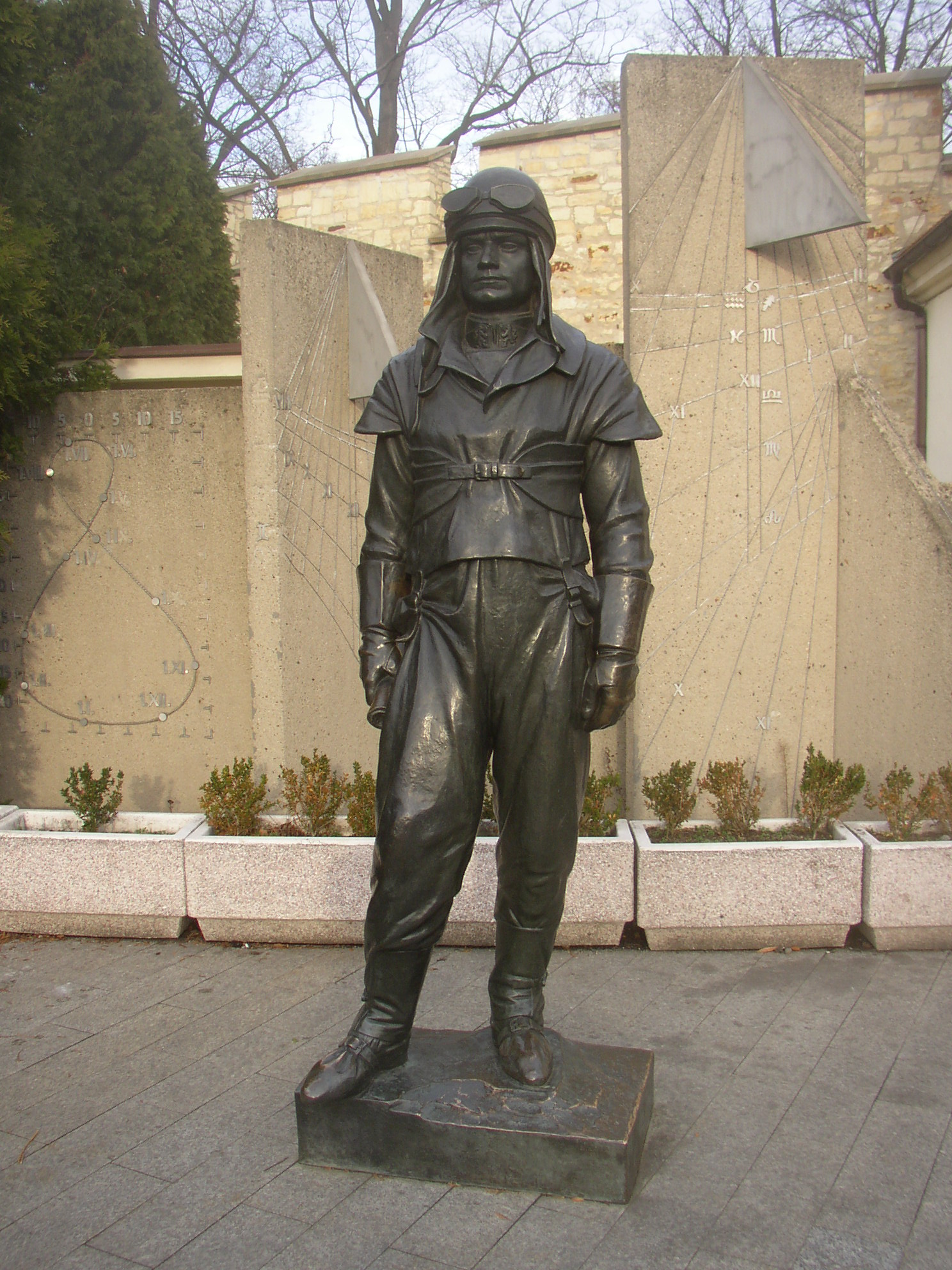
Estatua de Milan Rastislav Štefánik en frente del reloj solar